# 1998 SG10
1998 SG10 är en asteroid i huvudbältet som upptäcktes den 17 september 1998 av OCA–DLR Asteroid Survey (ODAS).
Asteroiden har en diameter på ungefär 4 kilometer.